# Řád Štěpána Velikého
Řád Štěpána Velikého (rumunsky: Ordinul Ștefan cel Mare) je nejvyšší vojenské vyznamenání Moldavské republiky. Založen byl v roce 1992 a udílen je za vojenské zásluhy.

## Historie
Řád byl založen dne 30. července 1992 zákonem č. 1123-XII O státních vyznamenáních Moldavské republiky. Pojmenován je po moldavském knížeti vládnoucím v letech 1457 až 1504, Štěpánu III. Velikém.

## Pravidla udílení
Řád je udílen za hrdinské činy a příkladné velení během vojenských operací, za zvláště odvážné skutky během zajištění veřejného pořádku, ochraně lidských práv a svobod, za odvahu a altruismus projevující se při zajišťování bezpečnosti státu a při plnění zvláštních úkolů. Dále je udílen za zvláště důležité zásluhy při obraně svobody a nezávislosti Moldavské republiky.

## Insignie
Řádový odznak má tvar stříbrné hvězdy s cípy tvořenými různě tvarovanými paprsky. Mezi hlavními paprsky jsou stříbrné paprsky zakončené zirkony. Uprostřed je bíle smaltovaný kulatý medailon se stříbrnou bustou Štěpána III. Velikého. Při okraji je zlatý nápis STEFAN CEL MARE. Průměr odznaku je 45 mm. Na zadní straně je spona k připevnění k oblečení.
Stuha je červená s proužkem modré a žluté barvy při obou okrajích.